# Power Supply
Power Supply är Budgies åttonde studioalbum, släppt 1980 på Active Records.

## Låtlista
Alla sånger är skrivna av Burke Shelley och John Thomas. 
1. "Forearm Smash" (5:40)
2. "Hellbender" (Shelley, Thomas, Steve Williams) (3:25)
3. "Heavy Revolution" (4:28)
4. "Gunslinger" (5:03)
5. "Power Supply" (3:41)
6. "Secrets in My Head" (3:58)
7. "Time to Remember" (5:27)
8. "Crime Against the World" (5:36)

1993 extra låtar på bonus cd
1. "Wild Fire" (Shelley, Williams, Thomas) (5:13)
2. "High School Girls" (Shelley) (3:39)
3. "Panzer Division Destroyed" (5:55)
4. "Lies of Jim (The E-Type Lover)" (Shelley) (4:45)

## Medverkande
- Burke Shelley - sång, bas
- John Thomas - gitarr
- Steve Williams - trummor